# Henry MacRae
Henry MacRae, nato Henry Alexander MacRae, conosciuto anche come Henry McRae (Toronto, 29 agosto 1876 – Beverly Hills, 2 ottobre 1944), è stato un regista, sceneggiatore e produttore cinematografico canadese.
Fu uno dei numerosi cineasti canadesi che lavorarono a Hollywood nei primi anni del cinema.

## Biografia
Nato a Toronto, lavorò negli Stati Uniti fin dagli anni dieci. Il suo primo film da regista risale al 1912. Nella sua carriera, diresse 138 film, girati dal 1912 al 1933. Nello stesso periodo, firmò quasi quaranta tra soggetti e sceneggiature. Dal 1917, lavorò anche come produttore. Gran parte dei suoi film risalgono al periodo del muto. Nel 1929, produsse e diresse il primo film sonoro di Tarzan, il serial in quindici episodi Tarzan the Tiger con protagonista Frank Merrill.

### Vita privata
Si sposò due volte, la prima con l'attrice Margaret Oswald, la seconda con Mary O'Neill. MacRae ebbe un figlio da entrambe le mogli.

## Filmografia

### Regista
La filmografia REGISTA - basata su IMDb - è completa.
- A Heart in Rags – cortometraggio (1912)
- Our Lady of the Pearls – cortometraggio (1912)
- A Plain Girl's Love – cortometraggio (1913)
- The Miner's Justice – cortometraggio (1913)
- Altar of the Aztecs – cortometraggio (1913)
- The Artist and the Brute – cortometraggio (1913)
- Pierre of the North – cortometraggio (1913)
- Yankee Doodle Dixie – cortometraggio (1913)
- The Return of Thunder Cloud's Spirit (1913)
- The Old Clerk – cortometraggio (1913)
- The Vengeance of the Skystone
- In the Secret Service (1913)
- Love, Life and Liberty
- The Grand Old Flag – cortometraggio (1913)
- Campaigning with Custer
- The Iron Trail (1913)
- Two Too Many – cortometraggio (1913)
- In the Coils of the Python
- The Girl and the Tiger – cortometraggio (1913)
- In the Wilds of Africa
- In the Midst of the Jungle – cortometraggio (1913)
- The Cowboy Magnate
- The Prairie Trail
- The Raid of the Human Tigers
- The White Squaw – cortometraggio (1913)
- The Werewolf – cortometraggio (1913)
- The God of Girzah
- The Water War (1913)
- The Eleventh Hour – cortometraggio (1914)
- The Flash of Fate (1914)
- The Vagabond Soldier
- Her Father's Guilt
- The Legend of the Phantom Tribe
- The Fulfillment (1914)
- The Yaqui's Revenge (1914)
- From the Lion's Jaws
- In the Wolves' Fangs
- A Nation's Peril
- Cast Adrift in the South Seas
- Isle of Abandoned Hope
- A Mexican Spy in America
- Olana of the South Seas
- Tribal War in the South Seas
- Tre di cuori (The Trey o' Hearts), co-regia di Wilfred Lucas (1914)
- Rescued by Wireless (1914)
- The Lure of the Geisha
- A Romance of Hawaii (1914)
- The Law of the Lumberjack
- The Foreman's Treachery (1914)
- A Daughter of the Plains (1914)
- Our Enemy's Spy
- The Danger Line (1914)
- The Half-Breed (1914)
- The Phantom Light (1914)
- A Redskin Reckoning
- A Daughter of the Redskins
- The Jungle Master
- The Silent Peril
- The Brand of His Tribe
- The Trail Breakers
- The Boy Mayor (1914)
- The Law of the Range (1914)
- In the Jungle Wilds
- Custer's Last Scout
- The Governor Maker (1915)
- Ridgeway of Montana
- Terrors of the Jungle (1915)
- The Lost Ledge
- The Fate of Persistent Pete
- The Blood of the Children
- The Mysterious Contragrav
- The Oaklawn Handicap (1915)
- The War of the Wild
- Sangue fraterno (The Blood of His Brother) – cortometraggio
- The Torrent – cortometraggio (1915)
- The Jungle Queen
- The Circus Girl's Romance
- Lone Larry
- The Test of a Man
- The Toll of the Sea (1915)
- A Daughter of the Jungles
- Chasing the Limited
- Coral
- The Reward – cortometraggio (1915)
- Man or Money?
- Almost a Papa
- The Law of Life
- The Soul Man
- The Hoax House
- Patterson of the News
- The Iron Rivals
- The Rival Pilots
- The Torrent of Vengeance
- Through Flames to Love
- The Leap
- Tammany's Tiger
- A Railroad Bandit
- The Money Lenders
- The Human Pendulum
- Who Pulled the Trigger?
- The Captain of the Typhoon (1916)
- Onda of the Orient
- Liberty, co-regia di Jacques Jaccard (1916)
- Behind the Lines (1916)
- It's All Wrong (1916)
- The Conspiracy (1916)
- Are You an Elk?
- For Love and Gold
- Guilty (1916)
- The Lost Lode
- Giant Powder
- The Call for Help
- The Indian's Lament
- Steel Hearts
- The Bronze Bride (1917)
- The Star Witness (1917)
- The Kidnapped Bride (1917)
- Her Great Mistake
- One Wild Night
- Dropped from the Clouds (1917)
- Money Madness (1917)
- Number 10, Westbound
- Man and Beast
- Money and Mystery
- Hands in the Dark
- The Right Man (1917)
- The Last of the Night Riders
- The Mystery Ship
- Parted from His Bride (1918)
- The Whirlwind Finish
- Elmo, the Mighty
- Tempest Cody, Kidnapper
- The Dragon's Net
- God's Crucible (1921)
- Cameron of the Royal Mounted
- The Man from Glengarry
- Glengarry School Days
- Miss Suwanna of Siam
- A Fight for Honor
- Racing for Life (1924)
- The Price She Paid (1924)
- Tainted Money (1924)
- The Fearless Lover
- The Ace of Spades (1925)
- The Scarlet Streak
- Strings of Steel - serial (1926)
- The Trail of the Tiger
- Wild Beauty (1927)
- Guardians of the Wild
- Two Outlaws
- The Danger Rider
- King of the Rodeo (1929)
- Wild Blood
- Burning the Wind
- Smilin' Guns
- Plunging Hoofs
- Hoofbeats of Vengeance
- The Harvest of Hate
- Tarzan the Tiger - serial (1929)
- The Lightning Express
- The Indians are Coming- serial (1930)
- Lloyd of the C.I.D.
- The Lost Special
- Mani in alto! (Rustlers' Roundup) (1933)

### Sceneggiatore (parziale)
- The Old Clerk, regia di Henry MacRae – cortometraggio (1913)
- Two Too Many, regia di Henry MacRae – cortometraggio (1913)
- The Danger Line, regia di Henry MacRae (1914)
- It's All Wrong, regia di Henry MacRae (1916)
- Parted from His Bride, regia di Henry MacRae (1918)
- Heroes of the Flames, regia di Robert F. Hill (1931)

### Produttore (parziale)
- Tarzan the Tiger, regia di Henry MacRae - serial (1929)
- Heroes of the Flames, regia di Robert F. Hill (1931)